# Bourbonsko
Bourbonsko (franc. Bourbonnais, okcitánsky Borbonés nebo Barbonés) je historická oblast nacházející se v současných departementech Aller a Cher. Za hlavní město oblasti je považováno Moulins.
Královský rod Bourbonů pochází z Bourbonska. 